# Монастырёв, Александр Николаевич
Александр Николаевич Монастырёв (1844, Вологда — 19??, Москва) — присяжный поверенный округа Московской судебной палаты и юрист Священного Синода.

## Биография
Родился в 1844 году в Вологде, в семье священника Вологодской епархии Николая Александровича Монастырёва. Брат Александра Николаевича, Николай Николаевич Монастырёв (ок. 1849—?) вместе с Ф. Н. Лермонтовым учился в Технологическом институте.
В 1860 году окончил Вологодское духовное училище и Вологодскую семинарию (1865). Затем учился на юридическом факультете Московского университета.
До 22 декабря 1876 года работал канцелярским служителем Вологодского управления государственным имуществом, после чего в связи с поступлением на военную службу был уволен с гражданской службы. Вскоре окончил юридический факультет Московского университета со званием действительного студента и работал присяжным поверенным в Москве с 1877 года.
Был деканом юридического факультета МГУ.
В 1916 году проживал в Москве на Воробьёвых горах, в слободе Потылиха, в своём доме. Обслуживал как юрист интересы Священного Синода.

## Семья
Жена (с 1869 года) — Мария Андреевна. У них родилось 12 детей, в числе которых:
- Нестор (1887—1957) — историк флота и писатель.
- Сократ — лётчик; в 1922 году совершил перелёт из Москвы в Баку на самолёте «Илья Муромец».
- Уалент, Дий, Баян, Таллий.
- Мария, жена с 17.02.1891 г. И. П. Фаворского
- Галли.

Внуки: 
- Таллий Диевич
- Дий Уалентович [4]
- Баян Уалентович [5]

### Архив
- ЦИАМ. Ф. 1697. — Оп. 1. — Д. 562.